# Dumka Jaremy
Dumka Jaremy – obraz olejny o wymiarach: 59 × 117 cm polskiego malarza Stanisława Masłowskiego z 1879 roku, opatrzony sygnaturą widoczną u dołu po lewej: „STANISŁAW MASŁOWSKI*WARSZAWA – 1879”, znajdujący się w zbiorach Muzeum Narodowego w Warszawie. W publikacji: „Malarstwo polskie od XVI do początku XX wieku – W stulecie Muzeum Narodowego w Warszawie” podano, że obraz ten był sygnowany: „Stanisław Masłowski, Warszawa – 1879”, został nabyty do zbiorów Muzeum w 1925 roku i nosił nr inwentarza 46853.

## Opis
Pamiętając, jak istotne są dla dzieła sztuki szeroko pojmowane okoliczności jego powstania, należy zauważyć, że obraz ten – dzieło dwudziestosześcioletniego artysty – pochodzi z wczesnego „naiwnego” okresu jego twórczości. Ten okres twórczości Stanisława Masłowskiego jego syn historyk sztuki określał bowiem początkowo w kategoriach „ukraińskich prymitywów”. Jednak później był gotów skorygować swój pogląd, pod wpływem niezwykle pochlebnych, pełnych superlatywów, ocen, jakie usłyszał od Eligiusza Niewiadomskiego, zwracającego uwagę na dekoracyjne walory obrazu – zwłaszcza na „czysto zdobniczy układ kwiatów na stepie”. Były to lata, które upływały artyście pod silną fascynacją – pod przemożnym urokiem stylu życia, kozackiej tradycji, kultury, przyrody i krajobrazu stepów XIX-wiecznej Ukrainy. Masłowski odwiedzał ten kraj w latach 70. i 80. XIX wieku przynajmniej czterokrotnie na kilkumiesięczne pobyty: w roku 1875, 1876, 1878 i 1886, co potwierdza m.in. jego korespondencja z Ukrainy z 1876 roku do kolegi Władysława Leszczyńskiego z Rzewuchy, Wołodarki i Skwiry, pisana częściowo po ukraińsku, opublikowana (1957) przez jego syna – historyka sztuki w opracowaniu: „Stanisław Masłowski – Materiały do życiorysu i twórczości”.
W omawianym obrazie zwracano uwagę na „ozdobność [...] kunsztownej kompozycji, opracowanej na podstawie dociekliwych studiów”, kompozycji, w której dominują poniekąd dwa równoległe tony: 1) generalny, sprowadzający się do kontrastów całych partii obrazu: jasne – ciemne; figury – koń; koń – czapka – obłok; obłok – niebo – step i 2) szczegółowy – „drobna ornamentalna dekoracyjność dość płasko traktowanych elementów ozdoby: hafty, paciorki, wstążki i gęsty rój kwiatów: białych, różowych, czerwonych, jakby jeden dywan, obraz na szkle malowany.” [...] Wynikiem takiego skojarzenia dwu odległych, a nawet sprzecznych tendencji w jednym dziele sztuki jest „romantyczny realizm”, czyli „dziwny obraz”, trudny do zaklasyfikowania. W tym „prowincjonalnym na tle ówczesnej Europy” obrazie zwracano uwagę na szczególny sentyment, na „idylliczną prostotę” wypowiedzi artystycznej na „nieznaną czułość dla natury, czystość nastroju, szczerość wysłowienia, poetyczność osiągniętą, choć nie zaplanowaną, a płynącą z serca artysty”, na nieliczenie się z wpływami, z wzorami i z krytyką.
Obraz jest jednym z licznych przykładów tematyki ukraińskiej w sztuce, a nawet w szeroko pojmowanej kulturze polskiej. Należy bowiem do rozległego ukraińskiego wątku tematycznego, reprezentowanego w XIX wieku przez takich twórców, artystów-malarzy, jak Józef Brandt, Juliusz Kossak, Józef Chełmoński, Leon Wyczółkowski, których inspiracje malarskie nawiązywały również do wcześniejszych literackich wątków ukraińskich – jak choćby „Mazepa” Słowackiego, czy też powieść „Maria” Malczewskiego, a wreszcie – mityczna postać Wernyhory. Jednak w odróżnieniu od wyżej wymienionych artystów, których obrazy promieniują dynamiką, ruchem, junacką tężyzną – w twórczości Masłowskiego dominuje liryczny, poetycki wątek zadumy – jak to określił syn artysty – historyk sztuki – „jakieś szumy oczeretów, teorbanów, ciche pobrzęki, ukraińskie nuty pieśni jakichś bardzo smutnych. [...] Taką właśnie drugą Ukrainę, niepodobną do szlacheckiej, rycerskiej, myśliwskiej Ukrainy Kossaka, Brandta i Chełmońskiego, zobaczył Masłowski. Zobaczył ją oczyma wyobraźni i zaczął jak bajkę dziecinną inscenizować w swoich młodzieńczych kompozycjach pracownianych”.
Ten właśnie liryczny sposób widzenia ówczesnej Ukrainy reprezentuje omawiany obraz „Dumka Jaremy”.
Na utrwalony na nim widok składa się para młodych ludzi w ludowych (lub narodowych) strojach ukraińskich na tle rozległego, barwnego pejzażu – stepu w rozkwicie i malowniczego nieba. Obraz, choć poprzedzony przez liczne dociekliwe szkice, jest – jak to określił Tadeusz Dobrowolski – „owocem wyobraźni”.
Natomiast Eligiusz Niewiadomski w swym opracowaniu „Malarstwo polskie XIX i XX wieku” (1926) scharakteryzował go w następujących słowach: „Zorza. Na stepie już mroczno,- tylko na niebie piętrzy się i stoży ogromny zwał obłoków i świeci jasno jak upiór. Na pierwszym planie dwoje młodych obok siebie. Stoją z przedziwną prostotą, bez żadnych ckliwych sentymentów i anegdotycznych obrzydliwości. Mołodycia w białej koszuli, ze wstęgami we włosach i czerwoną przepaską. Mołojec – w czapie i burce – gra na dudce. Oboje stoją zasłuchani w głębokiej ciszy stepu. Słucha dziwnej starej dumki i koń gniady, i jasny nieruchomy obłok na niebie, i ogromne ślazy białe niesamowicie jasne, gęsto rozkwitłe po stepie... Wysoka czapa kozacka tęgą, ciemną plamą odcina od jasnego obłoku – i stanowi węzeł całej tonacji tego przepięknego obrazu.”
W związku z uwagami Niewiadomskiego warto przytoczyć krótkie wspomnienie syna artysty z jego wizyty u Masłowskich, opublikowane w 1957, w którym napisał: „Pamiętam, jak przyszedł do nas na Chmielną po materiały do swojej książki i jak unosił się właśnie nad dekoracyjnością „Dumy”, nad nieliczącym się z realistycznym szablonem, czysto zdobniczym układem kwiatów na stepie.”
Interesujący (i, być może, zaskakujący zarazem) jest fakt, że właśnie ta praca, wraz z inną o tematyce ukraińskiej – pt. „Taniec Kozaków” – przyniosły artyście „pierwszą sławę, a nawet pewien sukces finansowy”

## Dane uzupełniające
Obraz był reprodukowany w publikacjach:
- „Tygodnik Illustrowany” – wielokrotnie – między innymi 1879, półrocze II, s. 273
- Wydawnictwo Salonu Kulikowskiego – repr. barwna na karcie pocztowej.
- Eligiusz Niewiadomski: Malarstwo polskie XIX i XX wieku – Ruch naturalistyczny, realiści, plener i impresjonizm, krajobraz, Warszawa 1926, Wydawnictwo M. Arcta w Warszawie, wkładka czarno-biała między stronami 214 i 215
- „Teka malarzy polskich”, nr 2 (premium „Zachęty” za rok 1926) – reprodukcja barwna
- Katalog Galerii Malarstwa Polskiego Muzeum Narodowego w Warszawie, Warszawa 1938, poz. 170, tabl. 49 jako „Dumka Jaremy” (ol. pł., 59x117), sygnowany „Warszawa 1879”, nr inw. 46853
- Malarstwo polskie od XVI do początku XX wieku – W stulecie Muzeum narodowego w Warszawie, Muzeum Narodowe w Warszawie, katalog, Warszawa 1962, s. 99

Po 2000 roku obraz był wystawiany na następujących ekspozycjach:
- „Koń w malarstwie polskim XIX i początku XX w.”, Sosnowiec, 2006-08-21 – 2006-11-30, Muzeum w Sosnowcu
- „Koń w malarstwie polskim XIX i początku XX w.”, Legnica, 2008-02-20 – 2008-05-19, Muzeum Miedzi w Legnicy
- „Dzieje pracowni”. Józef Chełmoński, Adam Chmielowski, Stanisław Witkiewicz, Antoni Piotrowski w pracowni w Hotelu Europejskim, Poznań 2010-03-21 – 2010-06-06
- „Skarby z kraju Chopina”, Pekin, Muzeum Narodowe Chin w Pekinie, 2015-02-10 – 2015-05-10,
- „Sztuka Polska: Niezłomny duch”, Seul, Korea, 2015-06-07 – 2015-08-30
- „Koń w malarstwie polskim od początku XIX wieku do lat 30. XX wieku”, Łowicz, Muzeum w Łowiczu, Stary Rynek 5/7, 99-400 Łowicz, 2017-09-15 – 2017-11-19,
- „Polska. Siła obrazu”, Warszawa, Muzeum Narodowe w Warszawie (gmach główny), 2020-09-18 – 2020-12-20
- „Polska. Siła obrazu”, Poznań, Muzeum Narodowe w Poznaniu, 2021-01-31 – 2021-05-03,

## Literatura
- Eligiusz Niewiadomski: Malarstwo polskie XIX i XX wieku – Ruch naturalistyczny, realiści, plener i impresjonizm, krajobraz, Warszawa 1926, Wydawnictwo M. Arcta w Warszawie
- „Stanisław Masłowski – Akwarele – 12 reprodukcji barwnych”, Warszawa 1956, ze wstępem Macieja Masłowskiego, wyd. Sztuka
- Stanisław Masłowski – Materiały do życiorysu i twórczości, oprac. Maciej Masłowski, Wrocław, 1957, wyd. „Ossolineum”
- Tadeusz Dobrowolski: Nowoczesne malarstwo polskie, t. II, Wrocław-Kraków, 1960, wyd. „Ossolineum”
- Malarstwo polskie od XVI do początku XX wieku – W stulecie Muzeum narodowego w Warszawie, Muzeum Narodowe w Warszawie, Katalog, Warszawa 1962
- Ludwik Grajewski: Bibliografia ilustracji w czasopismach polskich XIX i pocz. XX w. (do 1918 r.) Warszawa 1972, Państwowe Wydawnictwo Naukowe
- Polski Słownik Biograficzny, Wrocław – Warszawa – Kraków – Gdańsk, 1975, wyd. „Ossolineum”, tom XX/1, zesz.84, s. 129–131 – hasło: „Masłowski Stanisław (1853-1926)”
- https://cyfrowe.mnw.art.pl/pl/katalog/511260 (dostęp 25 sierpnia 2022)